# Brovejen (Vordingborg)
 Brovejen  er en to sporet omfartsvej der går øst om Vordingborg. Vejen er en del af primærrute 22 der går imellem Kalundborg og Vordingborg og sekundærrute 153 der går imellem Vordingborg og Rødbyhavn.
Den er med til at lede trafikken der skal mod Næstved, Nykøbing Falster uden om Vordingborg Centrum, så byen ikke bliver belastet af for meget trafik.
Vejen forbinder Mønvej i øst med Brovejen i syd, og har forbindelse til Næstvedvej og Rampen.